# Hälltjärnen (Sundsjö socken, Jämtland, 698605-148066)
Hälltjärnen är en sjö i Bräcke kommun i Jämtland och ingår i Ljungans huvudavrinningsområde.